# 窪田製薬ホールディングス
窪田製薬ホールディングス株式会社（英: Kubota Pharmaceutical Holdings Co., Ltd.、略称 KPH）は、眼科薬を開発する創薬ベンチャー企業である。遺伝性の希少疾患であるスターガルト病および増殖糖尿病網膜症治療候補薬エミクススタト塩酸塩 RETAKU®の開発やウェアラブル近視デバイス Kubota Glass®︎の販売を行う。

## 沿革
- 2002年4月、前身企業のAcugen Neuropeutics Inc.が窪田良によりアメリカ合衆国ワシントン州シアトルに設立
- 2003年3月、Acucela Inc.（アキュセラ・インク）に商号変更
- 2005年10月、視覚サイクルモジュレーターの探索を開始
- 2006年3月、アメリカ合衆国ワシントン州ボセルに本社及び研究所を含むすべての部署を移転
- 2006年4月、網膜疾患治療に向けた視覚サイクルモジュレーター　エミクススタト塩酸塩 RETAKU®の開発を開始
- 2006年8月、東京都品川区に東京オフィスを開設
- 2007年7月、エミクススタト塩酸塩 RETAKU®のIND申請（新薬臨床試験開始申請）に向けた非臨床試験の開始
- 2008年4月、エミクススタト塩酸塩 RETAKU®のINDをFDAに提出。
- 2008年9月、エミクススタト塩酸塩 RETAKU®に関して、大塚製薬株式会社と共同開発・共同販売契約締結[1]
- 2010年3月、FDA（米国食品医薬品局）がエミクススタト塩酸塩 RETAKU®をファスト・トラックに指定
- 2010年9月、アメリカ合衆国ワシントン州シアトルに管理部門及び臨床開発部門を含む本社を移転
- 2013年9月、東京オフィスを東京都渋谷区恵比寿ガーデンプレイスに移転
- 2014年2月13日、アキュセラ・インクが東京証券取引所マザーズ市場に外国株として上場（銘柄コード4589）[2]
- 2015年12月、東京都渋谷区にアキュセラ・インクの子会社としてアキュセラ・ジャパン株式会社（現窪田製薬ホールディングス株式会社）を設立
- 2016年5月、エミクススタト塩酸塩 RETAKU®の地図状萎縮を伴うドライ型加齢黄斑変性を対象とする後期第２相／第３相臨床試験の結果を発表
- 2016年6月、大塚製薬株式会社との間で締結していたエミクススタト塩酸塩 RETAKU®の共同開発・共同販売契約を終了[3]
- 2016年12月、本社機能を日本に移転することを目的として、アメリカにアキュセラ・ジャパンの子会社として新たに設立したアキュセラ・インク（新法人）を存続会社とし、旧法人のアキュセラ・インクを消滅会社とする三角合併を実施。これにあわせ、アキュセラ・ジャパンを窪田製薬ホールディングスに商号変更し[4]、テクニカル上場により窪田製薬ホールディングス株式会社が内国株式として東証マザーズに上場（銘柄コード4596）[5]

- 2017年1月、FDA（米国食品医薬品局）がスターガルト病（英語版）に対するエミクススタト塩酸塩 RETAKU®をオーファンドラッグに指定
- 2017年2月、在宅・遠隔医療分野での眼科医療機器ソリューションの自社開発を開始。
- 2017年６月、本社を東京都千代田区霞が関に移転[6]
- 2018年1月、SIRION Biotech GmbHと眼科遺伝子療法の研究を目的とする遺伝子デリバリー技術の共同開発契約を締結
- 2018年1月、増殖糖尿病網膜症に対するエミクススタト塩酸塩 RETAKU®の第２相臨床試験の結果を発表
- 2018年1月、スターガルト病（英語版）に対するエミクススタト塩酸塩 RETAKU®の前期第２相臨床試験の結果を発表
- 2018年3月、在宅・遠隔眼科医療用網膜モニタリング機器 eyeMO®「PBOS」の臨床試験を開始
- 2018年11月、在宅・遠隔眼科医療用網膜モニタリング機器 eyeMO®「PBOS」の臨床試験の結果を発表
- 2018年11月、スターガルト病（英語版）に対するエミクススタト塩酸塩 RETAKU®の第３相臨床試験を開始
- 2019年3月、NASAのディープスペースミッションに向け、高速波長掃引光源を用いる第三世代の光干渉断層計(OCT)デバイスである超小型眼科診断装置 SS–OCTの開発受託契約を締結
- 2019年6月、EMA（欧州医薬品庁）がスターガルト病（英語版）に対するエミクススタト塩酸塩 RETAKU®をオーファンドラッグに指定
- 2020年4月、米国子会社の屋号をクボタビジョン・インクに変更
- 2020年8月、FDA（米国食品医薬品局）がスターガルト病（英語版）に対するエミクススタト塩酸塩 RETAKU®の第３相臨床試験をOrphan Products Clinical Trials Grants Programの助成プログラムに選定
- 2020年8月、近視の進行抑制・治療を目指すウェアラブル近視デバイス Kubota Glass®︎、ウェアラブルデバイスを用いた概念実証（POC）試験に成功
- 2020年12月、自社で発見したVAP-1阻害剤を、 アメリカ国立がん研究所(NCI)の開発治療プログラム（Developmental Therapeutics Program: DTP）に提出
- 2021年5月、近視の進行抑制・治療を目指すウェアラブル近視デバイス Kubota Glass®︎、台湾にて医療機器の製造許可を取得
- 2021年10月、国際規格「ISO 13485：2016」認証を取得
- 2022年4月、東京証券取引所の市場区分の見直しにより、東京証券取引所のマザーズ市場からグロース市場に移行
- 2022年6月、ウェアラブル近視デバイス Kubota Glass®︎、FDA（米国食品医薬品局）にて医療機器登録完了
- 2022年8月、ウェアラブル近視デバイス Kubota Glass®︎、日本で販売開始
- 2022年8月、スターガルト病（英語版）に対するエミクススタト塩酸塩 RETAKU®の第３相臨床試験トップラインデータを発表
- 2022年10月、スターガルト病（英語版）に対するエミクススタト塩酸塩 RETAKU®の第３相臨床試験の良好な事後解析を発表
- 2022年12月、ウェアラブル近視デバイス Kubota Glass®︎の直営第１号店を東京都新宿区にオープン
- 2023年1月、完全子会社であるKubota Vision Incを通じて、ハーバード大学医学部付属ジョスリン糖尿病センターと在宅・遠隔眼科医療用網膜モニタリング機器 eyeMO®「PBOS」及びOCTに関する物質移転および共同研究契約を締結
- 2023年６月、東京都港区南青山に本社を移転
- 2023年8月、完全子会社であるKubota Vision Incを通じて、シンガポール国立病院(NUH)との在宅・遠隔眼科医療用網膜モニタリング機器 eyeMO®「PBOS」に関する共同研究契約を締結
- 2024年７月、米国での研究開発及びその管理拠点を日本に移管
- 2024年７月、双日株式会社の完全子会社である双日九州株式会社と中国市場でのウェアラブル近視デバイス Kubota Glass®︎販売拡大を目指した業務提携契約を締結
- 2024年12月、ウェアラブル近視デバイス Kubota Glass®︎の直営第１号店を東京都港区南青山の本社に移転統合
- 2024年12月、双日株式会社の完全子会社である双日九州株式会社と中国市場でのウェアラブル近視デバイス Kubota Glass®︎販売拡大を目指した業務提携契約を解消
- 2025年3月、坂田製薬株式会社と中国市場でのウェアラブル近視デバイス Kubota Glass®︎販売における意向表明書(LOI)及び売買契約書を締結
- 2025年3月、ウェアラブル近視デバイス Kubota Glass®︎がAsia Design Prize 2025 Winner賞受賞
- 2025年6月、連結子会社であるKubota Vision Japan株式会社の事業 2025年6月30日をもって休止

## 役員
- 代表取締役 - 窪田良
- 取締役
  - 社外取締役 監査等委員　中川 祐輝
  - 社外取締役 監査等委員　藤原 正明
  - 社外取締役 監査等委員　澁谷 太志

## 拠点
- 本社：東京都港区南青山1-15-17
- Kubota Vision Inc.：アメリカ合衆国ワシントン州シアトル スプリングストリート107

## 事業
医療用医薬品と医療機器の開発・販売

## パイプライン
低分子化合物
- エミクススタト塩酸塩 RETAKU®（対象疾患：スターガルト病（英語版）、増殖糖尿病網膜症）
- VAP-1阻害剤（対象疾患：アルツハイマー病、代謝機能障害関連脂肪肝炎）

医療機器等
- 在宅·遠隔眼科医療用網膜モニタリング機器 eyeMO®
  - PBOS（対象疾患：ウェット型加齢黄斑変性、糖尿病黄斑浮腫）
  - 超小型眼科診断装置 SS–OCT（対象疾患：宇宙飛行関連神経眼症候群）

## 販売製品
ウェアラブル近視デバイス（対象疾患：近視）Kubota Glass®

## 研究開発
増殖糖尿病網膜症・スターガルト病・中期加齢黄斑変性治療薬候補のエミクススタト塩酸塩、白内障・老視治療薬候補のラノステロールおよび網膜色素変性症の遺伝子療法、ウェット型加齢黄斑変性、糖尿病黄斑浮腫、網膜血管新生による眼疾患の在宅眼科医療機器ソリューションの研究開発を行う。エミクススタト塩酸塩について、大塚製薬との間で締結していた共同開発契約が前年で終了したため、2017年度第1四半期の「提携からの収益（売上高）」はゼロであった。